# Samal

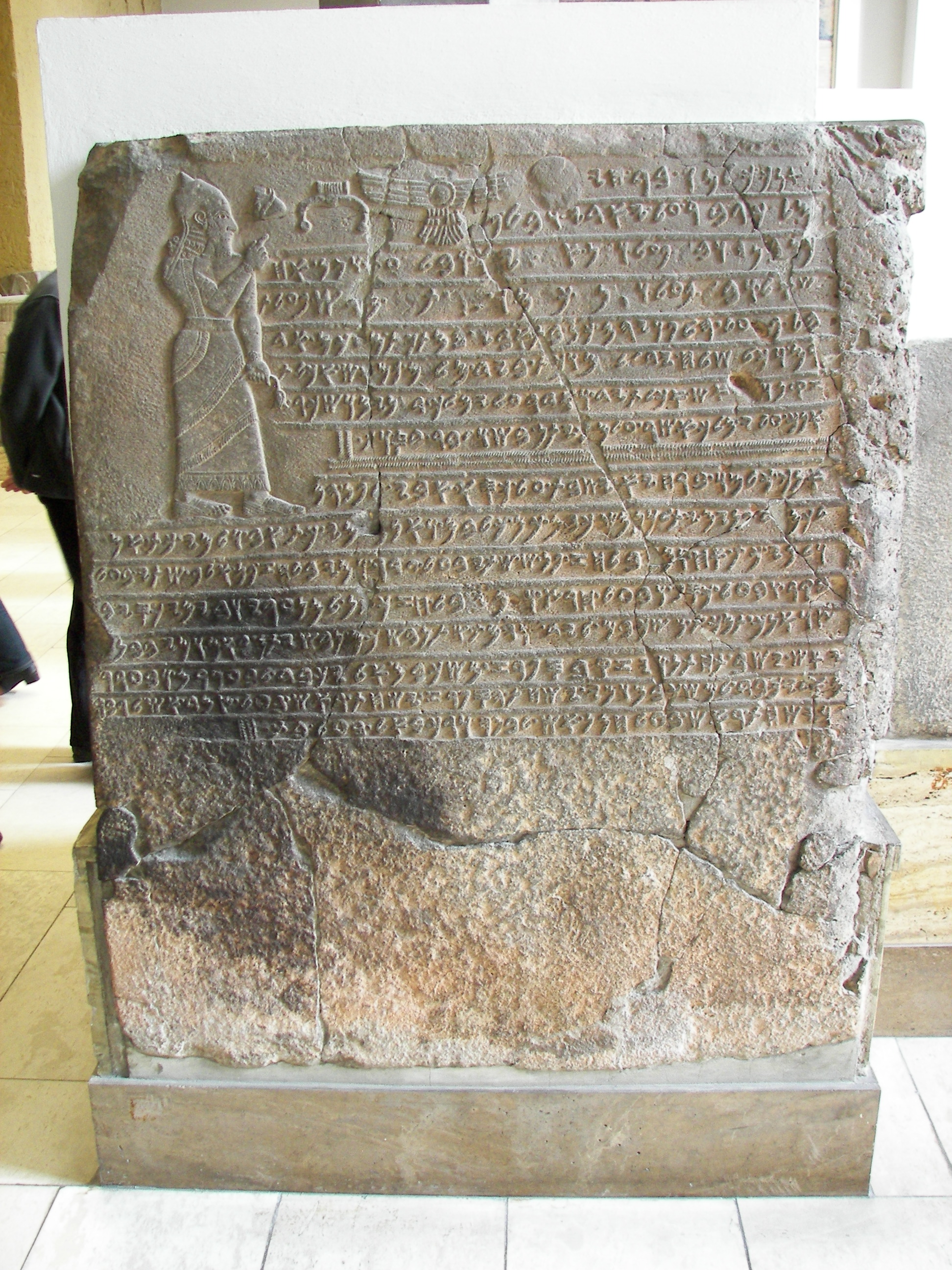
Inscrição do Príncipe Cilamuva de Samal, Museu Pergamon, em Berlim

Samal ou Sam'al (moderna Zincirli Höyük), foi uma cidade Siro-Hitita localizada nas Montanhas de Antitauro, na Província de Gaziantep, sudeste da Anatólia, na Turquia central-sul.
A estação arqueológica é também conhecida como Zincirli.

## História
O sítio de Samal foi originalmente ocupado no início da Idade do Bronze e posteriormente tornou-se parte do reino de Iamade no início do segundo milênio. Ela foi absorvida no império Hitita durante a metade do segundo milênio.